# Szilfa-rőzsecincér
A szilfa-rőzsecincér (Exocentrus punctipennis) a cincérfélék családjába tartozó, Európában honos, főleg szilfákon élő bogárfaj. 

## Megjelenése
A szilfa-rőzsecincér testhossza 3,5-6 mm. Az előtor oldalain egy-egy kis tüske látható, szárnyfedőinek oldalvonalai kb. kétharmadukig párhuzamosak. Teste barna, a szárnyfedők középvonala mögött széles, elöl-hátul élesen határolt, sötét sáv húzódik. A csúcs előtt és elöl az oldalszegélyen nincs sötét folt. A szárnyfedőket (a sötét szalag kivételével) fehéresszürke szőrök fedik, a sörtét viselő, sorokba rendeződött kopasz pontok elöl és a csúcs előtt is jól kivehetők. Szemei durván recézettek; nagyok, emiatt pofái keskenyebbek, és a szemek elülső szegélye előtt a pofák nem szélesebbek, mint a harmadik csápíz. 

## Elterjedése és életmódja
Európában honos, az Pireneusoktól a Volgáig. A Brit-szigetekről és Skandináviából hiányzik. Az éghajlat melegedésével észak felé terjed, illetve gyakoribbá vált, mert a szilfavész miatt könnyebben talál beteg vagy elpusztult tápnövényeket. Magyarországon elterjedt, de eléggé ritka faj, többek között Tihany, Pét, Alcsút, Simontornya, Sukoró, Kistétény, Budapest, Kalocsa, Pécel, Bátorliget környékén ismertek állományai. 
A meleg, száraz élőhelyeket kedveli. Lárvája lombos fák (elsősorban szil, de ritkábban tölgy, nyír, fűz, éger, hárs is) száraz ágaiban, gallyakban fejlődik. Az 1-3 cm átmérőjű vékony ágakat kedveli, ritkán 6 cm-es vastagabb ágakban is megtalálható. Eleinte a kéreg alatt rág, majd befúrja magát a szijácsba is. Egy évig fejlődik, majd lárvaként áttelel és tavasszal ferde, sekély bábkamrában bebábozódik. Az imágó májustól júliusig rajzik, többnyire a tápnövényen tartózkodik. Alkonyatkor és éjszaka aktív, a mesterséges fény vonzza. 

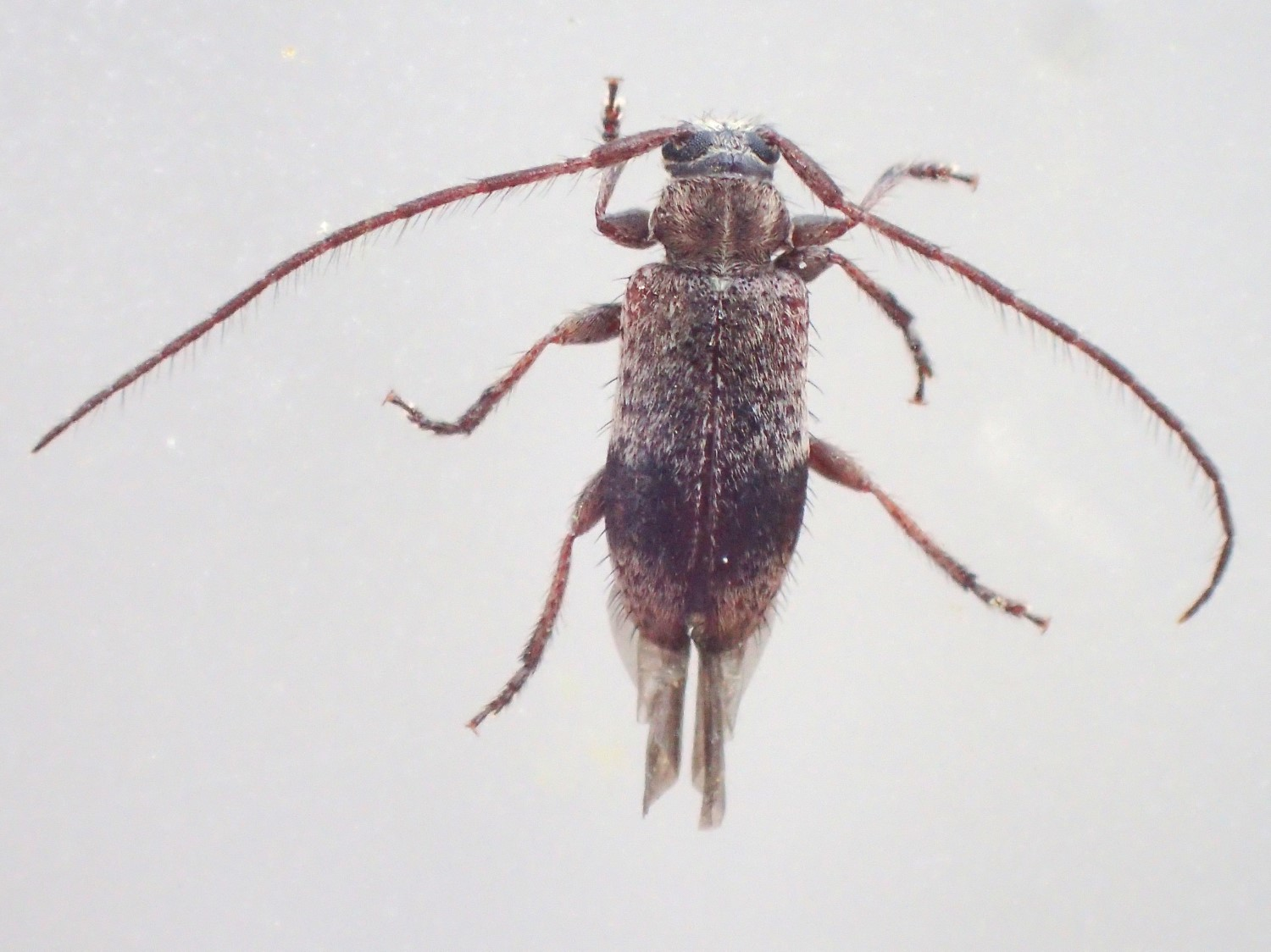
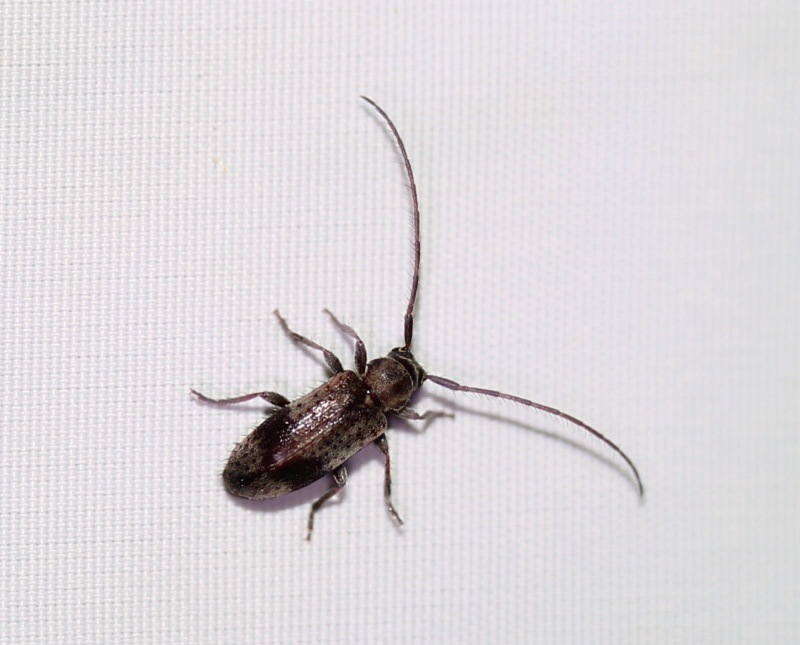
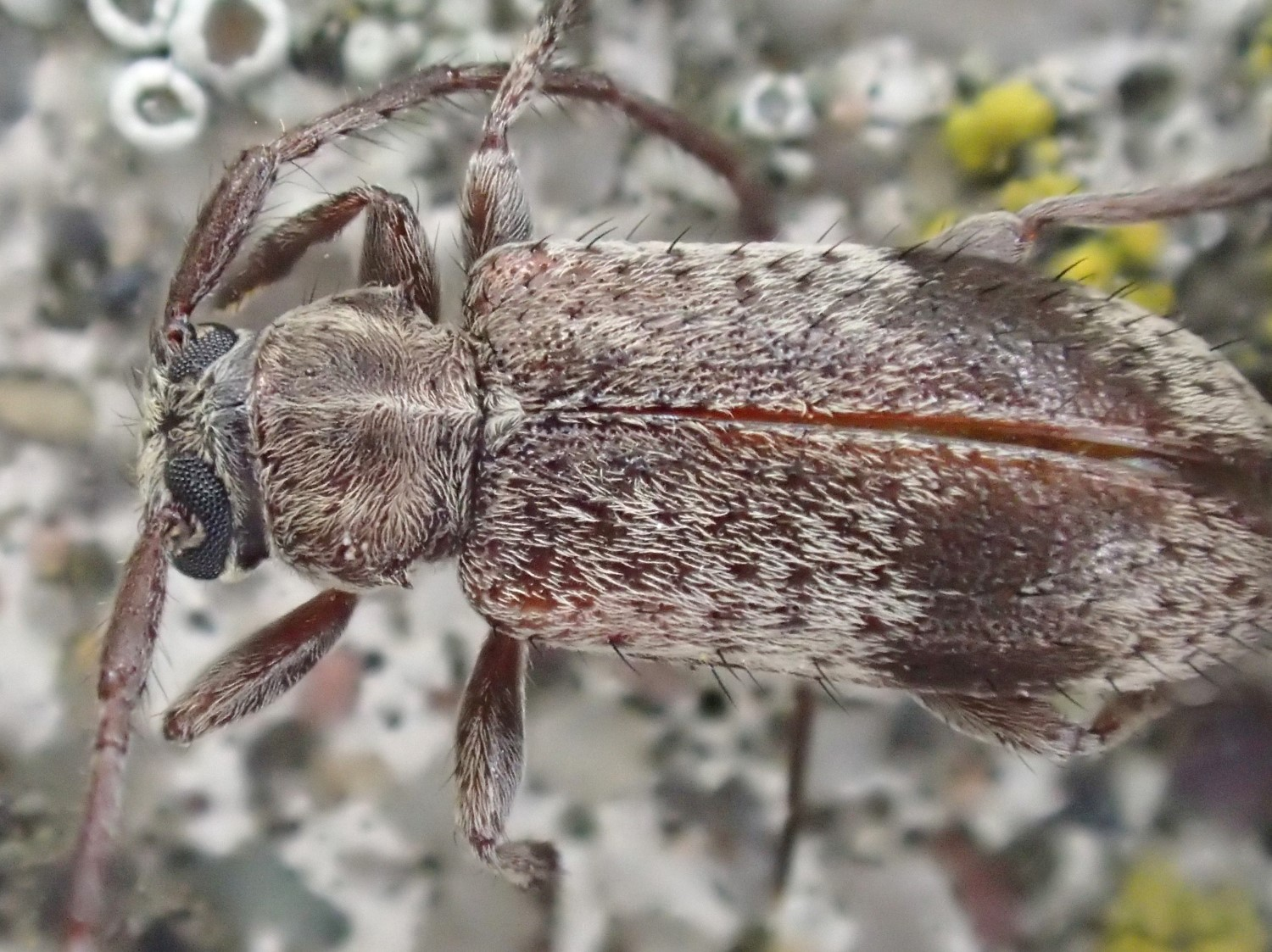
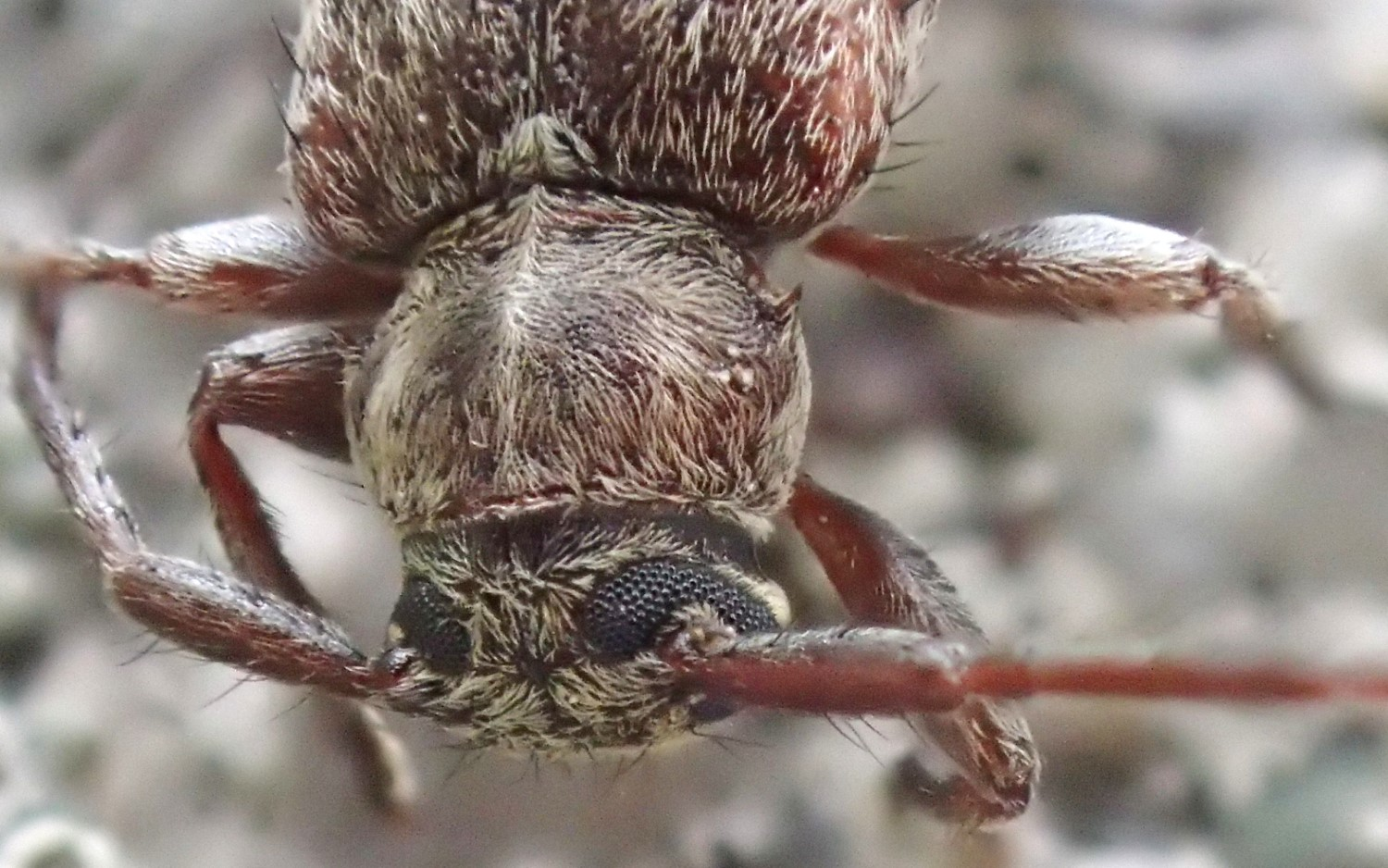

Magyarországon nem védett.